# Circuit van Zeist

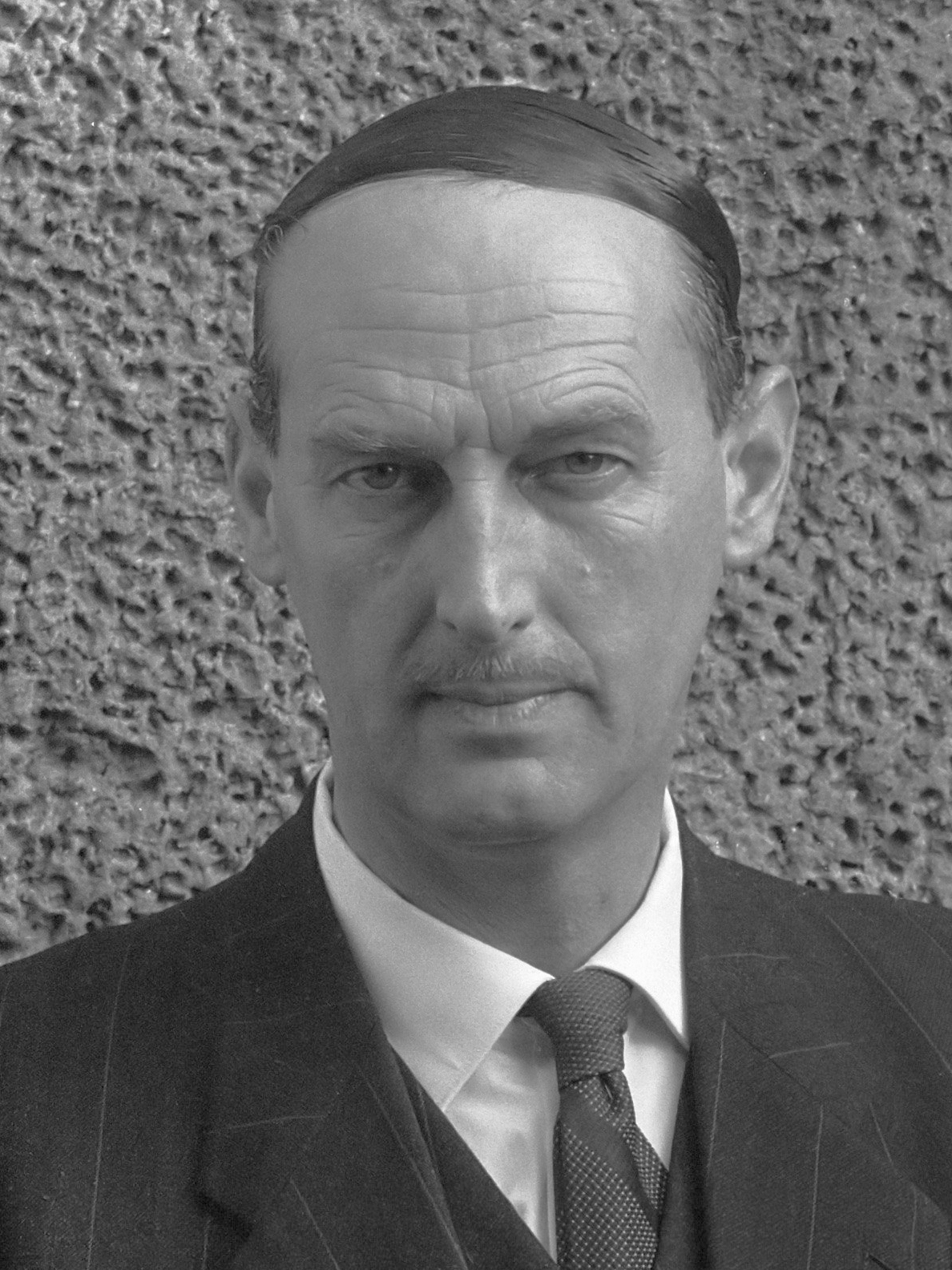
J.B.Th Hugenholtz

Het Circuit van Zeist was een beoogd autoracecircuit in de bossen van Zeist. Initiatiefnemer voor het plan was de raceliefhebber Hans Hugenholtz (1914-1995). Hugenholtz wilde Nederland in 1946 met een circuit internationaal op de kaart zetten, omdat Nederland nog geen permanent circuit had voor de autosport. Hoewel het plan in een vergevorderd stadium verkeerde en de grond al was aangekocht, ketste het plan uiteindelijk af in de gemeenteraad van Zeist.

## Circuit
Hugenholtz' plan kreeg vorm vanaf 1943. Voor de aanleg en exploitatie werd een vennootschap opgericht, de N.V. Nederlandsch Wegcircuit. Het circuit moest een plaats krijgen in het gebied de Krakeling ten oosten van het Zeisterbos. Het perceel lag aan de Krakelingseweg en Woudenbergseweg. In 1943-1944 werd het aangekocht door Geerlof Witteveen, directeur van de Utrechtse sigarenfabrikant Denova. Ook enkele omliggende grondeigenaren wilden meedoen om zo nog 16 ha toe te voegen aan het terrein. Het circuit moest 5,5 km lang worden en zou een breedte krijgen van 10 meter. Naast het circuit zou een tribune verrijzen voor 6.000 bezoekers en het plan voorzag in de benodigde infrastructuur zoals een starttoren, pit, loketten, een hotel, een kantoor en parkeerterreinen. Toeschouwers konden gebruik maken van het nabijgelegen station Huis ter Heide. De begroting bedroeg 1 miljoen gulden. Om het geld bij elkaar te krijgen werden 800 aandelen à f 1000 uitgegeven. Door de Tweede Wereldoorlog lukte het echter niet om al het geld bij elkaar te krijgen. Daarom werd na de bevrijding het budget teruggebracht tot 575.000 gulden.

## Beoogde wedstrijden
De bedoeling was om al in juni 1946 een Grand Prix van Nederland te verrijden. Men ontving reeds vroeg toezeggingen van buitenlandse, voornamelijk Engelse coureurs. Deze race en nog een tweede internationale sportwagenrace zou door de Koninklijke Nederlandsche Automobiel Club worden georganiseerd. Daarnaast was er ruimte voor een nationale motorrace onder auspiciën van de Koninklijke Nederlandse Motorrijders Vereniging en ook voor wielerwedstrijden. Men verwachtte tussen de 65.000 en 100.000 bezoekers.

## Weerstand en concurrentie
Het plan riep zowel in de landelijke als de plaatselijke pers veel discussie op. Verschillende maatschappelijke organisaties maakten bezwaar tegen de plannen. Staatsbosbeheer uitte haar ongenoegen over de aanleg midden in het bos. Het zou de natuur, de recreatieve waarde en mogelijkheden voor houtwinning aantasten. De dienst gemeentewerken van Zeist en de Provinciale planologische dienst waren tegen. Ook maakten twee vlakbij gelegen zorginstellingen bezwaar tegen de te verwachten geluidshinder.   
Aan de andere kant was er ook veel steun van onder meer de VVV, een groep van 150 lokale ondernemers en de Zeister Motorclub, die het plan wel zagen zitten. Er werd zelfs een handtekeningenactie op touw gezet. 
Hoewel de burgemeester van Zeist geen voorstander van het plan was werd hij toch lid van het comité van aanbeveling. Nadat de organiserende vennootschap op 15 augustus 1945 aan de gemeente vroeg om de plannen te steunen, stelde burgemeester en wethouders op 26 november 1945 een subsidie van f 50.000 gulden beschikbaar.
Niet alleen in Zeist, maar ook in Zandvoort was men bezig met de aanleg van een autoracecircuit. Hier was ook weerstand en men ervoer er de concurrentie van de Zeister plannen. Beide circuits in oprichting wilden graag de zegen van de K.N.A.C. om de eerste Nederlandse grand prix te mogen organiseren. De initiatiefnemers uit Zeist lieten in op 21 november 1945 aan Zandvoort weten "dat de eerste Grand-Prix van Nederland naar Zeist zal gaan. Het circuit van Assen en Zandvoort zullen dan voor voor de motorraces bestemd zijn." Het liep echter anders af. De gemeenteraad vond de plannen onverenigbaar met de omgevingsplannen voor Zeist en gaf in 1947 geen vergunning. Hierop moesten de plannen worden afgeblazen.
Inmiddels was in Zandvoort de bouw van het circuit stilgelegd. Er werden bouwmaterialen gebruikt die beter bestemd konden worden voor huizenbouw in de tijd van de na-oorlogse wederopbouw. De bouw werd echter na ingrijpen van Prins Bernhard hervat en in 1948 werd de eerste Grand Prix van Nederland aldaar verreden. Na het mislukken van het plan in Zeist werd Hugenholtz in 1949 directeur van het Circuit van Zandvoort en zou tot 1979 in die functie aanblijven. Maar hij bleef met spijt terugdenken aan het niet gerealiseerde plan voor het circuit van Zeist.